# Kacabać
Kacabać (cyr. Кацабаћ) – wieś w Serbii, w okręgu jablanickim, w gminie Bojnik. W 2011 roku liczyła 553 mieszkańców.